# جهة فاعلة غير حكومية
في العلاقات الدولية، الجهات الفاعلة غير الحكومية (NSAs) هي أفراد أو مجموعات تتمتع بنفوذ ومستقلة كليًا أو جزئيًا عن دولة أو عن دولة ذات سيادة.
تختلف اهتمامات الجهات الفاعلة غير الحكومية (NSAs) وهيكلها وتأثيرها على نطاق واسع. على سبيل المثال، من بين الجهات الفاعلة غير الحكومية (NSAs): الشركات والمؤسسات الإعلامية وأقطاب الأعمال وحركات التحرير الشعبية وجماعات الضغط والجماعات الدينية ووكالات الإغاثة والجهات الفاعلة العنيفة غير الحكومية مثل القوات شبه العسكرية.

## أنواعها
بعض الفئات الشائعة والمؤثرة في الجهات الفاعلة غير الحكومية (NSAs) مُدرجةٌ هنا بحسب الترتيب الأبجدي باللغة الإنجليزية:
- أقطاب الأعمال: هم الأفراد الذين يجنون ثروةً كبيرة، والذين يسعون في كثير من الأحيان إلى التأثير على الشؤون الوطنية والدولية. ومن الأمثلة على ذلك وارين بافيت وبيل غيتس.
- الشركات: والتي تشمل الشركات متعددة الجنسيات (MNCs)، هي شركات مخوّلٌ لها التصرّف ككيانات فردية (من الناحية القانونية كأشخاص) يعترف القانون بها على هذا النحو. وهي تشمل الشركات الكبيرة جدًا التي تعمل عبر الحدود الوطنية، مثل شركة كوكا كولا.
- تعمل المنظّمات المستقلة اللامركزية (DAO)، والتي تُعرف أحيانًا باسم الشركات المستقلة اللامركزية (DAC)، وفقًا للقواعد المشفّرة كبرنامج كمبيوتر يسمّى العقود الذكية. تُعد العملة المعماة (العملة المشفرة) بيتكوين مثالاً على المنظّمات المستقلة اللامركزية، والتي نمت، اعتبارًا من عام 2018، لتصبح مؤثّرة اقتصاديًا.[2]
- تقدّم وكالات وسائل الإعلام الدولية، والتي عادة ما تكون شركات، تقاريرًا عن الوضع الاجتماعي والسياسي في البلدان في جميع أنحاء العالم، وبالتالي قد يكون لها تأثيرٌ كبير مثل الجهات الفاعلة غير الحكومية (NSAs). وتعد وكالة فرانس برس مثالًا على ذلك.
- المنظمات غير الحكومية، والتي تشمل المنظمات الدولية غير الحكومية (INGOs)، عادةً ما تكون منظماتٍ غير ربحية تسعى إلى إحداث تغييرٍ في المجالات الإنسانية والتعليمية وعلم البيئات والرعاية الصحية والسياسة العامة والاجتماعية وحقوق الإنسان والبيئة وغيرها من المجالات. ومن الأمثلة على ذلك منظمة السلام الأخضر. يمكن أيضًا اعتبار سفراء النوايا الحسنة أو العاملين في مجال المساعدات الإنسانية المشاركين في بعثات المنظمات غير الحكومية في الخارج جهاتٍ فاعلة غير حكومية.
- الحركات الشعبية: هي حركات جماهيرية تصبح مؤثّرة وفقًا لحجمها ومدى استمرارها. من الأمثلة على ذلك الحركات التي انبثقت خلال ربيع عام 2011.
- عادةً ما تشارك الجماعات الدينية في الشؤون السياسية على المستوى الدولي. على سبيل المثال، فإن الكويكرز (جمعية الأصدقاء الدينية)، ككنيسة سلام تاريخية، تدير مكاتب لها في الأمم المتحدة. مثال آخر هو داعش، وهي جماعة دينية بالإضافة إلى كونها جهة فاعلة عنيفة غير حكومية.[3][4]
- مجتمعات المغتربين العابرة للحدود الوطنية هي مجتمعات عرقية أو وطنية تسعى عادةً إلى إحداث تغييرٍ اجتماعي وسياسي في بلدانها الأصلية والدول التي لجؤوا إليها. الشتات الإسرائيلي هو مثال على ذلك.
- يمكن اعتبار الجمعيات غير المُسجّلة والجمعيات السرية والمنظمات المدنية غير المعروفة أو غير المُعترف بها من قبل الدولة أو الحكومة جهاتٍ فاعلة غير حكومية.
- تشمل الأمم والشعوب غير الممثّلة العديد من الشعوب الأصلية ومجتمعات العالم الرابع.
- الجهات الفاعلة العنيفة غير الحكومية (VNSA) هي جماعات مسلّحة، بما في ذلك جماعات مثل داعش أو منظمات إجرامية، على سبيل المثال عصابات المخدرات.
- يمكن اعتبار مواطني العالم جهات فاعلة غير حكومية إذا كانوا نشطين في الحركات أو نشطين في قضايا اجتماعية خارج بلادهم.

## التأثيرات على نموذج ولاية وستفاليا
كان انتشار الجهات الفاعلة غير الحكومية في فترة ما بعد الحرب الباردة أحد العوامل التي أدّت إلى نموذج بيت العنكبوت في السياسة الدولية. في ظل هذا النموذج، تعاني الدولة القومية الوستفالية من تآكل القوّة والسيادة، وتعتبر الجهات الفاعلة غير الحكومية جزءًا من السبب. ومن خلال التسهيلات التي تُتيحها العولمة، تتحدى الجهات الفاعلة غير الحكومية حدود الدولة القومية والمطالبات بالسيادة. لا تتعاطف الشركات متعددة الجنسيات دائمًا مع المصالح الوطنية، ولكنها بدلًا من ذلك تكون مُخلصةً لمصالح الشركة. تتحدى الجهات الفاعلة غير الحكومية سيادة الدولة القومية في المسائل الداخلية من خلال مناصرة القضايا المجتمعية، مثل حقوق الإنسان والبيئة.
تعمل الجهات الفاعلة المسلحة غير الحكومية خارج سيطرة الدولة وتشارك في النزاعات الداخلية وعبر الحدود. يضيف نشاط هذه الجماعات في النزاعات المسلحة مزيدًا من التعقيد على عاتق الإدارة التقليدية للنزاعات وحلّه. هذه الصراعات ليس محصورٌ نشوبها بين الجهات الفاعلة غير الحكومية والحكومات وحسب، بل بين المجموعات المتعددة للجهات الفاعلة غير الحكومية أيضًا. تمثّل التدخلات في مثل هذه النزاعات تحديًّا خاصًّا نظرًا لحقيقة أن القوانين والأعراف الدولية التي تحكم استخدام القوّة لأغراض التدخّل أو حفظ السلام كانت مكتوبة في المقام الأول في سياق الدولة القومية.

## مثال: اتفاقية كوتونو
يُستخدم مصطلح «الجهات الفاعلة غير الحكومية» على نطاق واسع في التعاون الإنمائي، لا سيما بموجب اتفاق كوتونو بين الاتحاد الأوروبي (EU) ودول أفريقيا والبحر الكاريبي والمحيط الهادئ (ACP). تستخدم الاتفاقية المصطلح للإشارة إلى مجموعة واسعة من الجهات الفاعلة غير الحكومية في مجال التنمية التي أصبحت مشاركتها في التعاون الإنمائي ACP-EU الآن معترفًا بها رسميًا. وفقًا للمادة 6، تشمل الجهات الفاعلة غير الحكومية ما يلي:
- المجتمع المدني بكل تنوّعه، حسب الخصائص الوطنية؛
- الشركاء الاقتصاديين والاجتماعيين، بما في ذلك المنظمات النقابية؛
- القطاع الخاص.

في الممارسة العملية، تعني الجهات الفاعلة غير الحكومية المشاركة المفتوحة لجميع أنواع الجهات الفاعلة، مثل المنظمات المجتمعية، والمجموعات النسائية، ورابطات حقوق الإنسان، والمنظمات غير الحكومية، والمنظمات الدينية، وجمعيات الفلاحين التعاونية، واتحادات نقابات العمال، والجامعات، ومعاهد الأبحاث ووسائل الإعلام والقطاع الخاص. يتضمّن هذا التعريف أيضًا مجموعات غير رسمية مثل المنظمات الشعبية ورابطات القطاع الخاص غير الرسمية، إلخ. ومع ذلك، لا يعتبر القطاع الخاص إلا بقدر ما يشارك في أنشطة غير هادفة للربح (مثل جمعيات القطاع الخاص، وغرف التجارة، وما إلى ذلك).

## أدوارها
يمكن للجهات الفاعلة غير الحكومية المساعدة في تكوين الآراء إزاء الشؤون الدولية، مثل مجلس حقوق الإنسان. قد تعتمد المنظمات الدولية الرسمية أيضًا على الجهات الفاعلة غير الحكومية، وخاصة المنظمات غير الحكومية ضمن إطار شركاء منفّذين في السياق الوطني. ومن الأمثلة على ذلك مساهمة COHRE (مركز حقوق الإسكان وعمليات الإخلاء)، في حماية حقوق الأراضي والممتلكات (HLP) في كوسوفو من خلال وضع تصوّر لمديرية الإسكان والملكية (أصبحت الآن وكالة كوسوفو العقارية) في إطار بعثة الأمم المتحدة للإدارة المؤقتة في كوسوفو.
الجهات الفاعلة غير الحكومية هي العوامل الأساسية في المساعدة على تحقيق الأهداف الإنمائية الوطنية والدولية، مثل تلك الأهداف المتعلقة بتغيّر المناخ. تساهم الإجراءات التي تتخذها الجهات الفاعلة غير الحكومية إسهامًا كبيرًا في سدّ فجوة انبعاثات الغازات الدفيئة التي خلّفتها السياسات المناخية الوطنية غير الطموحة أو المنفّذة تنفيذًا سيئًا، والمساهمات المقرّرة المحددة وطنيًا (INDCs).
هنالك مثال آخر يوضّح أهمية الجهات الفاعلة غير الحكومية في بناء السلام هو مساهمة الحملة الدولية لحظر الألغام الأرضية (ICBL) في الحظر الدولي لاستخدام الألغام الأرضية. ICBL هي شبكة عالمية من المنظمات غير الحكومية التي تعمل في أكثر من 90 دولة منذ عام 1992. هدفها الأساسي هو الوصول لعالمٍ خالٍ من الألغام الأرضية المضادة للأفراد. لفتت إعلاناتهم العاطفية التي تنادي بالتعاون العالمي انتباه ديانا، أميرة ويلز، لتصبح أحد مناصريهم المتحمسين. أوصلوا معًا القضية إلى الجمعية العامة للأمم المتحدة. قادت جهود الحملة الدولية لحظر الألغام الأرضية المجتمع الدولي إلى حثّ الدول على التصديق على معاهدة أوتاوا (معاهدة حظر الألغام) في عام 1997، واعتُرف بمساهمة الحملة الدولية لحظر الألغام الأرضية (ICBL) وأشيد بها، ومُنحت جائزة نوبل للسلام في العام نفسه.